# Natsit-kutchin
Natsit-kutchin.- /=those who live off the flats/ pleme Kutchin Indijanaca nastanjeno u 19. stoljeću u bazenu rijeke Chandalar na Aljaski. Ross ih naziva  Gens du Large a Dall Natche'-Kutchin. Mooney (1928.) skromno procjenjuje da ih je bilo tek 200, no 1910. popisano ih je 177, pa im je prijašnja populacija zacijelo iznosila znatno više. Jezično pripadaju sjevernoj skupini porodice Athapaskan. 

## Vanjske poveznice
- Kutchin Indian Tribe History